# Deutsches Talsperrenkomitee
Das Deutsche TalsperrenKomitee e.V. (DTK) ist ein eingetragener Verein. Das DTK ist seit 1931 die deutsche Gruppe der Internationalen Kommission für große Talsperren (ICOLD). Das DTK ist bestrebt, Erkenntnisse, Erfahrungen und Kompetenz des deutschen Talsperrenwesens international zu verbreiten und umgekehrt die internationalen Entwicklungen in Planung, Bau und Betrieb von Talsperren auf nationaler Ebene bekannt zu machen. Das DTK beteiligt sich aktiv in den nationalen Fachgremien und an den ICOLD-Aktivitäten, um den Informationsfluss zu gewährleisten. Einen besonderen Stellenwert nimmt beim DTK die Nachwuchsförderung ein.